# Between Interval
Between Interval — музыкальный электронный проект, состоящий из одного человека, основан в 2003 году шведским музыкантом и композитором Стефаном Йёнссоном (швед. Stefan Jönsson), с ноября 2008 года он изменил своё имя на Стефан Странд (швед. Stefan Strand). Музыкант работает в жанре электронной музыки, преимущественно в стилях Ambient, Drone, Space. Также известен как Sublunar, Monodrive, Section 9.

## Дискография

### Альбомы
- 2017 — Legacy
- 2009 — The Edge Of A Fairytale
- 2006 — Autumn Continent [Spotted Peccary Music]
- 2005 — Secret Observatory [Spotted Peccary Music]
- 2004 — Radio Silence [Imaginary Friend Records] (переиздан на Spotted Peccary в 2007 году)[1]

### Синглы
- 2007 — Monodrive feat. Beca — Deeper Sight [Existence]
- 2007 — Halftone — Stranger EP [Not on label]
- 2006 — Section 9 — Ghost Hack EP [Musashi]
- 2005 — Sublunar — Sanctuary EP [Progrez]
- 2005 — Monodrive feat. Beca — Premonition [Existence Records]
- 2004 — Monodrive feat. Attic Session — Soul Flavour EP[Existence Records]

### Ремиксы
- 2007 — Deep Forest — Sweet Lullaby (Monodrive remix) [Existence]
- 2006 — Sally Shapiro — I’ll be by your side (Monodrive remix) [Diskokaine]
- 2006 — Jeff Griffiths — Ayahuaska (Monodrive remix) [Existence Records]

### Компиляции
- V/A — Electronix Sunrise [Deepmusic Connection]
- V/A — Oxycanta [Ultimae Records]
- V/A — Forward
- V/A — Special CD Sampler E-Dition 10 [E-dition mag]
- V/A — Albedo [Ultimae Records]
- V/A — Ferry Corsten — Passport: Kingdom of the Netherlands [Thrive]
- V/A — Mellomania Step 04
- V/A — Club Affairs Vol. 1
- V/A — M8 Magazine — Adam Sheridan mix
- V/A — Banshee Worx 1 Year Anniversary EP [Banshee Worx]